# Lingchuan (Guilin)
Der Kreis Lingchuan (chinesisch 灵川县, Pinyin Língchuān Xiàn; Zhuang Lingzconh Yen) ist ein Kreis in dem chinesischen Autonomen Gebiet Guangxi der Zhuang. Er gehört zum Verwaltungsgebiet der bezirksfreien Stadt Guilin. Lingchuan hat eine Fläche von 2.301 km² und zählt 375.800 Einwohner (Stand: 2018). Sein Verwaltungssitz ist die Großgemeinde Lingchuan (灵川镇).

## Administrative Gliederung
Auf Gemeindeebene setzt sich der Kreis aus sechs Großgemeinden und fünf Gemeinden (davon zwei der Yao) zusammen. 